# EMYC
EMYC (European Methodist Youth and Children, Methodistischer Rat für die Arbeit mit Kindern und Jugendlichen in Europa) ist eine methodistische Dachorganisation zur Koordination der Arbeit mit Kindern und Jugendlichen in Europa.

## Geschichte
Der EMYC hat darin seinen Ursprung, dass sich das Jugendkomitee des Europäischen Rates der Evangelisch-methodistischen Kirche und Vertreter der methodistischen Jugendorganisationen Großbritanniens und Irlands im Jahr 1970 trafen, um eine gemeinsame Arbeitsgruppe für europäische Jugendarbeit zu begründen. Am 1. Januar 1975 erhielt diese gemeinsame Arbeitsgruppe den Titel „Europäischer Methodistischer Jugendrat“. In der Folge wurde die Arbeit dieses Rates erweitert, indem auch die Arbeit mit Kindern einbezogen wurde.
Der EMYC bringt verantwortliche Personen aus der Arbeit mit Jugendlichen und Kindern sowie Vertreter der Jugendlichen aus den methodistischen Konferenzen Europas zusammen. Er steht in Beziehung zum Europäischen methodistischen Rat (EMC).

## Zwecke und Ziele des EMYC
Der EMYC dient als Instrument für die Konferenzen und Gebiete, um:
- ein Forum für die Verantwortungsträger der methodistischen Arbeit mit Kindern und Jugendlichen in Europa zur Verfügung zu stellen und um die Verbindung unter ihnen zu stärken.
- ein Forum für die nationalen Jugendvertreter im europäischen Methodismus zur Verfügung zu stellen, das die Verbindungen unter ihnen verstärkt und die Beratung von Angelegenheiten öffentlichen Interesses im Blick auf eingeleitete Tätigkeiten erleichtert.
- die Arbeit mit Kindern und Jugendlichen im europäischen Methodismus und bei anderen Agenturen und Körperschaften zu repräsentieren.
- ein Forum zur Verfügung zu stellen, das die Diskussion, Reflexion und die Aktivitäten in Bezug auf relevante, zeitgenössische Themen, die mit Theologie, Kirche, Gesellschaft und Politik zu tun haben, ermöglicht.

## Vertretungen
Die Mitglieder des EMYC sind:
- Vertreter der Kinder- und Jugendarbeit aus den Zentralkonferenzen der Evangelisch-methodistischen Kirche,
- Vertreter des Department of Youth and Children’s Work der Methodistenkirche in Irland,
- Vertreter der Division of Education and Youth der methodistischen Konferenz Großbritanniens,
- Vertreter anderer methodistischer Konferenzen in Europa,

Folgende 23 Länder sind im EMYC vertreten: Österreich (AUT), Bulgarien (BGR), Schweiz (CHE), Tschechische Republik (CZE), Deutschland (DEU), Dänemark (DNK), Estland (EST), Finnland (FIN), Frankreich (FRA), Großbritannien (GBR), Ungarn (HUN), Irland (IRL), Italien (ITA), Litauen (LTU), Lettland (LVA), Mazedonien (MKD), Norwegen (NOR), Polen (POL), Portugal (PRT), Russland (RUS), Serbien (SRB), Slowakei (SVK), Schweden (SWE).

## Ratstagungen
Der Rat des EMYC (EMYC Council) tagt in der 40. Woche jedes Jahres für einen Zeitraum von vier Tagen. Die Zentralkonferenz von Mittel- und Südeuropa trifft sich bereits einen Tag zuvor zu ihrer jährlichen Sitzung. Dieses Treffen gilt auch als Teil der Ratstagung.